# Nicoletta Costa
Nicoletta Costa (Trieste, Italia, 1953) es una reconocida ilustradora de libros infantiles. 

## Biografía
Nicoletta Costa nació en Trieste en el año 1953, donde actualmente vive y trabaja. Graduada en Arquitectura por la Universidad de Venecia en 1978, ha dedicado su vida a escribir e ilustrar libros infantiles. Con sólo doce años, demostró en un concurso su talento en el mundo de la ilustración con un estilo sencillo que estimula el aprendizaje de los más pequeños. Ha ganado numerosos premios, entre los que destacan la Pluma de Oro de Belgrado en el año 1988 y el premio Andersen en 1994 al mejor ilustrador.

## Obras
En nuestro país, ha publicado diversas obras en la colección  Mis primeras páginas de Almadraba Infantil y Juvenil ( Almadraba Editorial ). Estos son sus títulos en la colección:

### Letra de palo
- (enlace roto disponible en Internet Archive; véase el historial, la primera versión y la última). El árbol Juan 2009 ISBN 978-84-92702-30-5
- Archivado el 4 de marzo de 2016 en Wayback Machine. El árbol presumido 2009 ISBN 978-84-92702-25-1
- (enlace roto disponible en Internet Archive; véase el historial, la primera versión y la última). La nube Olga y la nieve 2009 ISBN 978-84-92702-36-7
- Archivado el 4 de marzo de 2016 en Wayback Machine. Un concierto para la nube Olga 2009 ISBN 978-84-92702-33-6

### Letra cursiva
- (enlace roto disponible en Internet Archive; véase el historial, la primera versión y la última). El árbol Juan 2009 ISBN 978-84-92702-10-7
- Archivado el 4 de marzo de 2016 en Wayback Machine. El árbol presumido 2009 ISBN 978-84-92702-05-3
- (enlace roto disponible en Internet Archive; véase el historial, la primera versión y la última). La nube Olga y la nieve 2009 ISBN 978-84-92702-16-9
- Archivado el 4 de marzo de 2016 en Wayback Machine. Un concierto para la nube Olga 2009 ISBN 978-84-92702-13-8